# Thalassius (Prätorianerpräfekt)
Thalassius († 353/Anfang 354) war ein hoher römischer Beamter der Spätantike. Er stammte aus einer reichen Familie und stieg unter Constantius II. (337–361) zunächst zum comes („Begleiter“ des Kaisers) und schließlich zum Prätorianerpräfekten für den Osten des Römischen Reiches auf. Als solcher geriet er in Konflikt mit dem Unterkaiser Constantius Gallus.

## Leben

### Aufstieg
Thalassius stammte aus einer reichen antiochenischen Familie und hatte Grundbesitz in Phönizien und Euphratensis. Er war verwandt mit dem berühmten heidnischen Redner Libanios, er selbst scheint jedoch Christ gewesen zu sein. Thalassius war verheiratet mit einer Theodora, mit der er drei Kinder hatte. Die beiden Söhne Bassianus und Thalassius wurden später ebenfalls Beamte am kaiserlichen Hof; sein Enkel Arestaenetus wurde 404 sogar Konsul. Seine Tochter heiratete später einen Mann mit dem Namen Aristo, über den aber sonst nichts bekannt ist.
Thalassius stieg unter Kaiser Constantius II. (337–361) im Reichsdienst auf. Für das Jahr 345 wird er als comes, als „Begleiter“, des Constantius genannt. In dieser Funktion war Thalassius Anführer einer Gesandtschaft zu Kaiser Constans, dem Bruder Constantius’ II., der damals in Poetovio residierte. Thalassius verhandelte mit Constans über religionspolitische Fragen und vertrat hier die Position des Constantius, der innerhalb des sich entwickelnden arianischen Streits der Position der Arianer nahestand. Constans dagegen neigte eher der Orthodoxie zu. Auch 346 erfüllte er als comes einen religionspolitisch bedeutsamen Auftrag: Er übersandte dem umstrittenen Bischof Athanasius, der im Exil im Westen lebte, die Aufforderung, dass er in seine Heimatstadt und sein Bistum Alexandria zurückkehren möge.
350 ließ sich im Westen der Offizier Magnentius zum Gegenkaiser ausrufen. Während des Feldzuges des Constantius gegen diesen Usurpator gehörte Thalassius zum engsten Umfeld des Kaisers, er wird sogar als einer der „größten Lieblinge“ des Constantius genannt. Während einer Gesandtschaft zu Magnentius geriet er jedoch gemeinsam mit seinem Kollegen Latinus und seinem Vorgesetzten, dem Prätorianerpräfekten Philippus, kurzzeitig in Gefangenschaft. So konnte er nicht an einem Bankett teilnehmen, das Constantius kurz vor der siegreichen Schlacht bei Mursa im September 351 in Cibalae gab und bei dem fast alle seiner wichtigen Untergebenen anwesend waren. Nach der Schlacht befand sich Thalassius 351 in Sirmium in einer Kommission, die die Aufgabe hatte, die Lehren des Photinus, des Bischofs von Sirmium, zu beurteilen. Photinus wurde der Häresie für schuldig befunden und abgesetzt.

### Thalassius als Prätorianerpräfekt
Im Jahr 351 wurde Thalassius zum praefectus praetorio Orientis ernannt. Der Prätorianerpräfekt war für die Verwaltung eines ganzen Reichsteils verantwortlich – Thalassius war nun also Träger eines der wichtigsten Titel des östlichen Reichsteils und direkter Untergebener Constantius’ II. Ob er allerdings sein Amt auch schon 351 antrat, ist fraglich, da er an dem Feldzug gegen Magnentius und an der Verurteilung des Photinus in Sirmium teilnahm. Bereits im März 351 hatte Constantius II. seinen Cousin Constantius Gallus zum Caesar ernannt, zum Unterkaiser für den Osten, und mit diesem musste sich Thalassius nun auseinandersetzen. Dies erwies sich als schwierig, weil Gallus sich nicht damit abfinden wollte, die Verwaltung seines Reichsteils den Beamten des Kaisers zu überlassen. Über die häufigen Zusammenstöße des Thalassius mit Gallus berichtet der antike Historiker Ammianus Marcellinus:

„[Thalassius] besaß einen anmaßenden Charakter und erkannte zwar, daß des Cäsars [d. h. Gallus’] zügelloses Treiben sich immer weiter zum Verderben vieler auswuchs, versuchte aber nicht, ihn durch reife Ratschläge zur Vernunft zu bringen, wie einstmals die höchsten Würdenträger den Zorn eines Kaisers besänftigt haben. Da er durch Widerspruch und Gezänk mit jenem zu keiner Übereinstimmung gelangte, steigerte er ihn noch mehr in seine Wut hinein. Den Kaiser [Constantius II.] unterrichtete er häufig über die Taten des Cäsars, wobei er Übertreibungen nicht scheute, und übte diese Tätigkeit bewußt in aller Öffentlichkeit aus […]. Hierdurch wurde der Cäsar bald noch heftiger aufgebracht […].“

Über Thalassius’ weitere Handlungen als Prätorianerpräfekt wissen wir nicht viel. Allerdings ist ein Gesetz vom 3. Juli 353 an ihn gerichtet. Thalassius starb schließlich 353 oder Anfang 354 eines natürlichen Todes. Sein Nachfolger als Prätorianerpräfekt wurde Domitianus.